# 石世
石 世（せき せい）は、五胡十六国時代の後趙の第4代皇帝。字は元安。父は石虎。母は劉皇后。349年に石虎が死去すると即位したが、わずか在位33日にして異母兄の石遵により退位させられ、すぐに殺害された。

## 生涯
339年、大趙天王石虎の子として生まれ、斉公に封じられた。
348年9月、皇太子石宣が誅殺された事に伴い、石虎は群臣と共に誰を新たな皇太子に立てるか議論を行った。太尉張挙は進み出て「燕公斌（石斌）は武略を有し、彭城公遵（石遵）は文徳を有しております。陛下がどちらかを選ばれるとよいかと」と述べると、石虎は「卿の言は正に我が意である」と喜んだ。だが、戎昭将軍張豺は石世の母である劉昭儀と親交が深かったので、石虎が老病である事に付け込み、石世を皇太子に擁立して劉昭儀を皇后に立てる事で、自らが輔政の任に就く事を目論んだ。その為、張豺は石虎へ「燕公の母（斉夫人）は賤しい身分であり、燕公自身もかつて過ちを犯しました。彭城公の母（鄭桜桃）はかつて太子の事で廃されており（最初の皇太子である石邃もまた鄭桜桃の子）、今これを再び立てる事で不和が生じる事を臣は恐れてます。陛下におかれましては、どうかこの事を慎重に考慮下さいますよう」と述べた。さらに張豺は「陛下は二度に渡って皇太子を立てられましたが、彼らの母はいずれも卑しい娼婦に過ぎません。故に禍乱が相次いだのです。今回は母が貴く、自らは孝行な者を選び、これを立てるべきであると存じます」と勧めた。これに石虎は「それは卿の言う事ではない。太子を誰にするかは我が決める」と述べ、張豺を窘めたものの、これによって石世を太子に立てる事を決断した。
その後、石虎は再び群臣を集めて東堂において議論すると、群臣へ向けて「我は三斛の純灰で腸を自ら洗ったが、これによって穢れてしまったからか、専ら悪子ばかり生まれるようになってしまった。みな二十歳を過ぎれば、忽ち父を殺そうとする！今、世（石世）は十歳であるが、二十歳に近づく頃には、我は既に老いてこの世にいないであろう」と述べた。張挙・司空李農は石虎の意を察して議を定め、石世を太子に立てる上書を公卿に出させるよう命じた。これにより石世は皇太子に立てられ、劉昭儀は皇后に立てられた。石虎は太常條枚・光禄勲杜嘏を召し出すと「面倒を掛けるが、卿らを太子の傅とする。まことに改轍する事（皇太子の行いを正す事）を望む。我はこれを両者に託すので、卿らはこの意味をよく理解するように」と述べ、條枚を太傅に、杜嘏を少傅に任じた。
349年4月、石虎は病が篤くなると、大将軍石遵・丞相石斌・鎮衛大将軍張豺に石世の輔政を託した。だが、劉皇后は石斌や石遵が政変を起こすのではないかと恐れ、張豺と共に彼らの排除を目論んだ。そして、石虎の詔を偽作して石斌を誅殺すると、石遵を関中へ放逐した。さらに劉皇后は詔を矯めて張豺を太保・都督中外諸軍事・録尚書事に任じ、霍光の故事に倣うようにした。
やがて石虎が崩御すると、予定通り石世が即位し、劉皇后を尊んで皇太后に立てた。彼はまだ11歳だったので、政治の実権は劉皇太后と張豺が掌握した。劉皇太后は朝廷へ出向くと張豺を丞相に任じたが、張豺は石遵や義陽王石鑑（石遵の異母兄）が不満を抱いているのを危惧し、石遵を左丞相に、石鑑を右丞相に任じて慰撫するよう建議すると、劉皇太后はこれに従った。
その後、張豺は李農の誅殺を目論んだが、李農は事前に察知して広宗へ逃げ、乞活の残党数万を率いて上白の砦に籠城した。その為、劉皇太后は張挙らに宿衛の精鋭を指揮させ、これを包囲させた。また、張豺は龍驤将軍張離を鎮軍大将軍・監中外諸軍事・司隷校尉に任じ、自らの副官とした。
この時期、鄴においては群盗が蜂起し、相次いで略奪が行われたという。
5月、河内に駐屯していた石遵は帝位簒奪を目論んで挙兵すると、武興公石閔を前鋒として9万の兵を率い、鄴へ向けて進撃した。さらに、洛州刺史劉国は石遵の挙兵を知ると、洛陽の兵を率いてこれに合流した。石遵の檄文が鄴へ届くと、張豺は大いに恐れ、上白を攻めていた軍を呼び戻した。石遵が蕩陰まで進むと、鄴にいる後趙の旧臣や羯族の兵はみな城壁を越えて石遵軍へ合流しようとし、張豺は逃亡者を斬ったもののこれを止める事は出来なかった。張離もまた強兵2千を率いて反旗を翻すと、関を斬って石遵を迎え入れた。劉皇太后と張豺は大いに恐れ、遂に詔を下し、石遵を丞相・領大司馬・大都督・中外諸軍事・録尚書事に任じ、黄鉞・九錫を加える事で混乱を鎮めようとした。石遵が安陽亭まで到達すると、張豺は自らこれを出迎えたが、石遵は彼を捕らえた。こうして無事入城を果たすと、平楽の市において張豺を処断し、三族を誅滅した。また、劉皇太后の命と称して「嗣子（石世）は幼沖であり、先帝の私恩により世継ぎとされたものの、皇業とは重いものであり、とても耐えうるものではない。その為、遵に継がせるものとする」と宣言し、太武前殿において帝位に即き、大赦を下した。石世は廃されて譙王に封じられ、食邑1万戸を与えられ、不臣の礼（皇帝に対しても臣下の礼を取らなくてよい）の特権を与えられた。また、劉皇太后も廃されて太妃とされた。石世は間もなく劉皇太后と共に殺害された。享年11。在位は僅か33日であった。

## 宗室

### 父母
- 父：石虎
- 母：劉皇后（前趙の安定公主、劉曜の娘）

### 兄弟
- 石邃（廃太子）
- 石宣（廃太子）
- 石韜
- 石鑑（廃帝義陽王）
- 石沖
- 石遵（廃帝彭城王）
- 石苞
- 石斌 - 石勒の養子
- 石挺
- 石琨
- 石祗（新興王）
- 石炳